# جوني دولار (منتج أسطوانات)
جوني دولار (بالإنجليزية: Jonny Dollar)‏ هو منتج أسطوانات وكاتب أغاني بريطاني، ولد في 20 فبراير 1964 في لندن في المملكة المتحدة، وتوفي في 29 مايو 2009 في تشيلسي في المملكة المتحدة.

## وصلات خارجية
- جوني دولار على موقع ميوزك برينز (الإنجليزية)
- جوني دولار على موقع ميوزك برينز (الإنجليزية)
- جوني دولار على موقع أول ميوزيك (الإنجليزية)
- جوني دولار على موقع ديسكوغز (الإنجليزية)
- جوني دولار على موقع ديسكوغز (الإنجليزية)